# Музей естественной истории Университета Осло

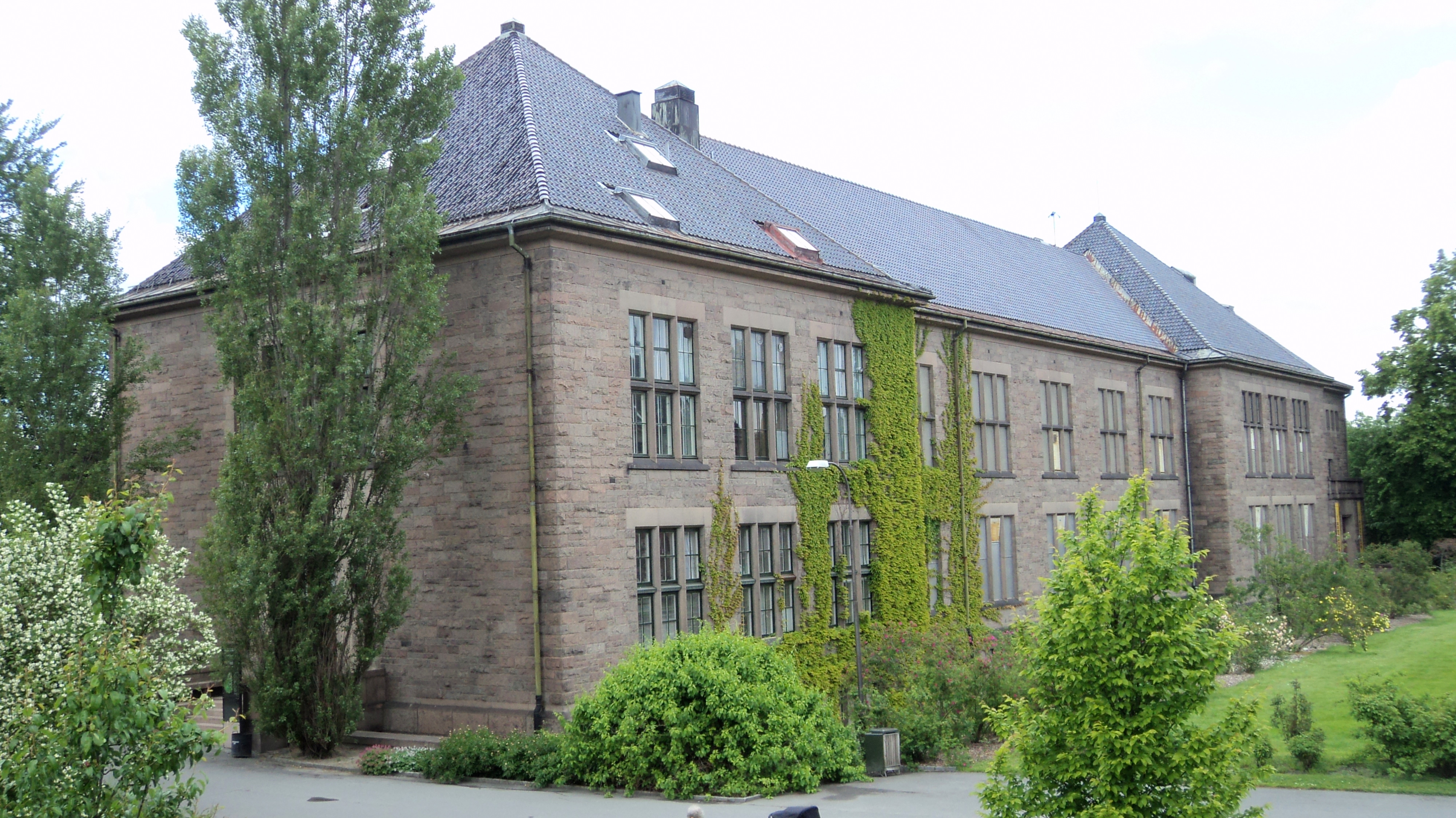
Зоологический музей Осло

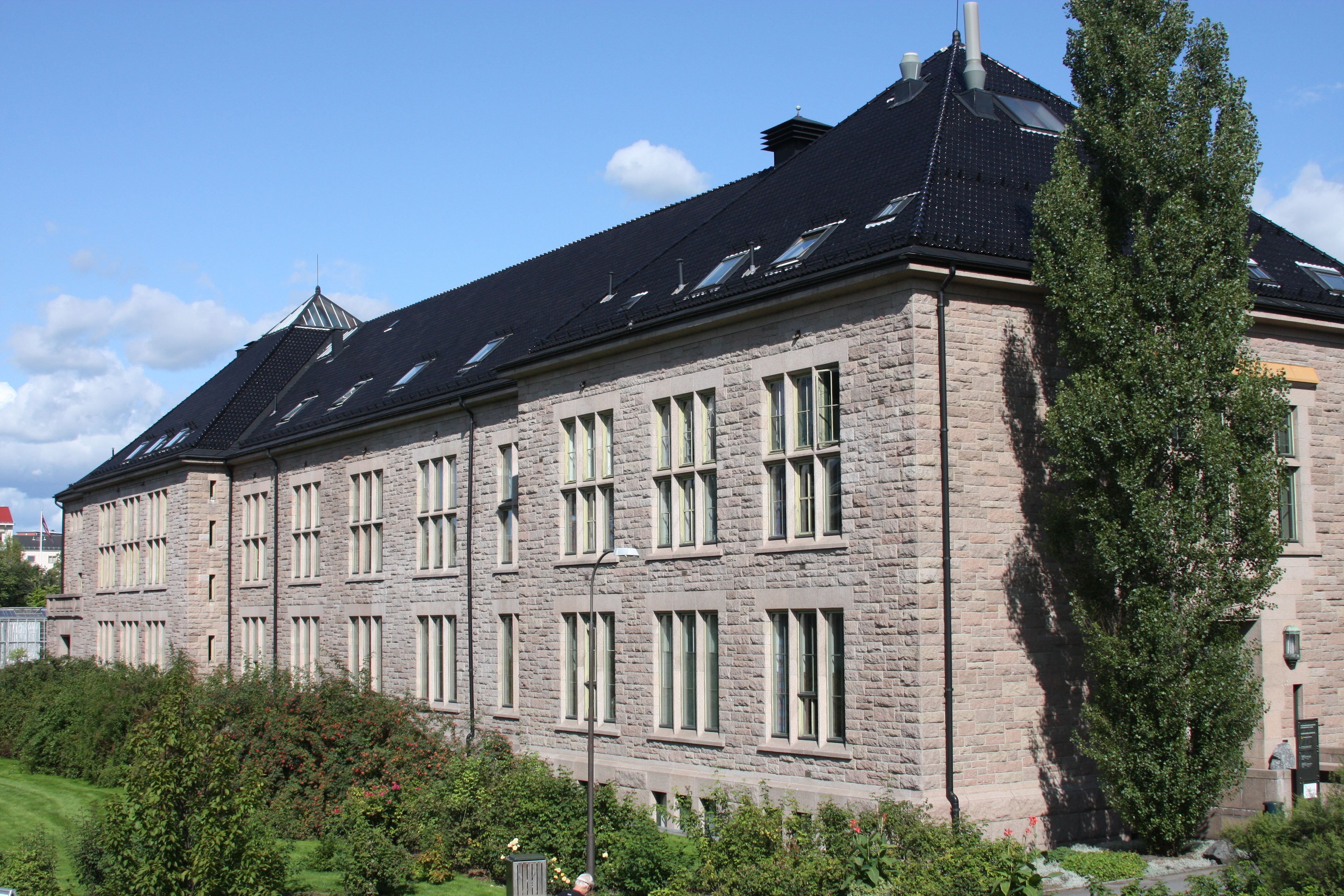
Геологический музей Осло

Музей естественной истории Университета Осло (норв. Naturhistorisk museum, NHM) — старейший и крупнейший в Норвегии музей естественной истории. Он расположен в районе Тёйен в Осло, Норвегия.

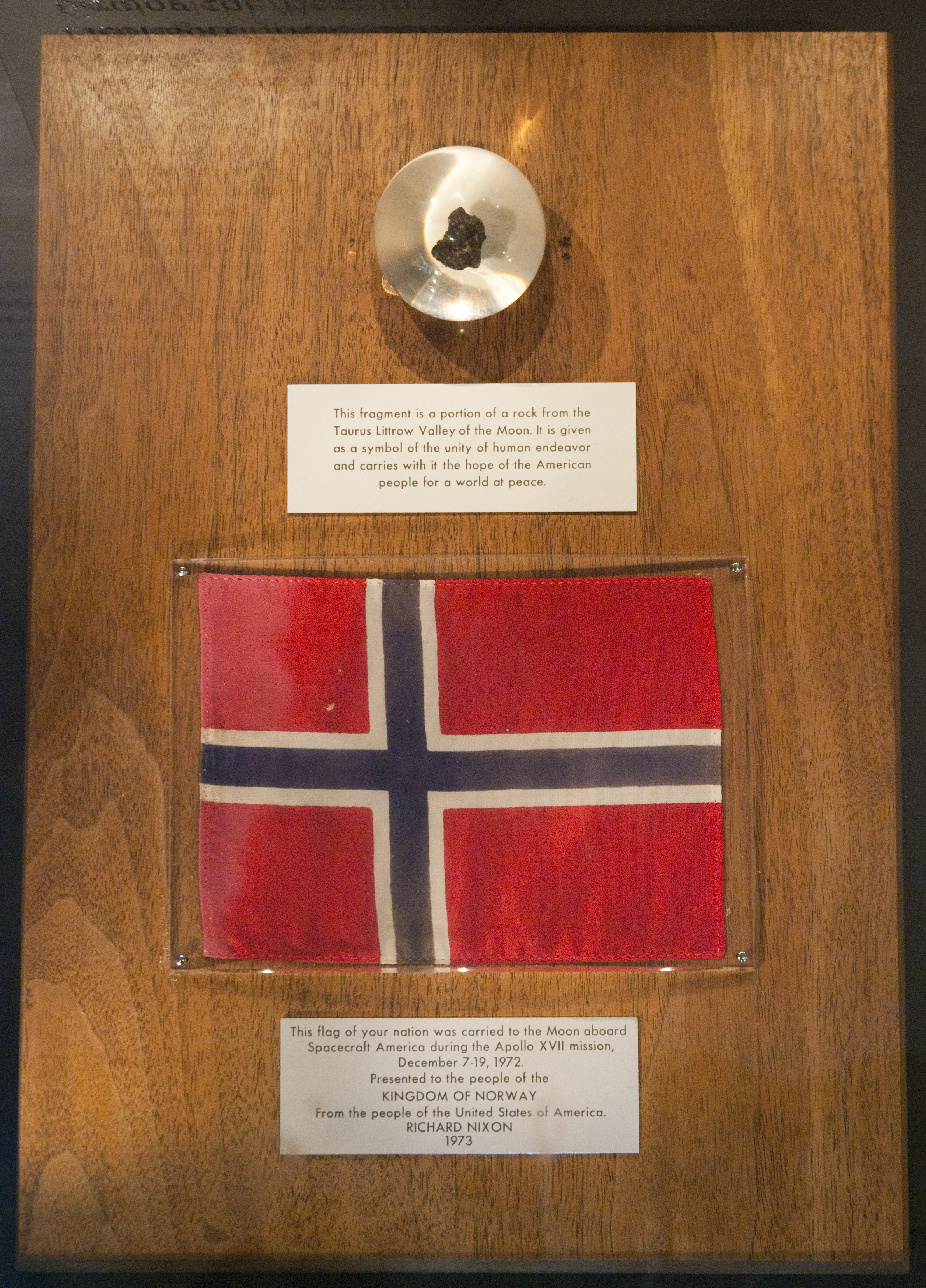
Фрагмент экспоната Аполлона-17 из Геологического музея, на котором представлена лунная порода и развевающийся в космосе норвежский флаг

Своими корнями он уходит в университетский Ботанический сад, который был основан недалеко от усадьбы Тёйен в 1814 году. Музеи зоологии, ботаники и геологии были добавлены примерно сто лет спустя, когда университетский кампус в центре Осло стал слишком мал для таких целей. Основными энтузиастами развития музея были Вальдемар Кристофер Брёггер и Нордал Вилле. На протяжении большей части XX века музеи и ботанический сад были организованы в пяти различных организациях; они были объединены 1 августа 1999 года. Нынешнее название датируется 2005 годом.
Зоологический музей, в котором представлена дикая природа Норвегии и всего мира. Ботанический сад содержит 35 000 растений — 7500 видов и две выставочные оранжереи. Геологический музей содержит исследовательский материал из более чем 2 миллионов окаменелостей, образцов горных пород и минералов. Некоторые экземпляры выставлены как в Геологическом музее, так и в Зоологическом музее. Среди достопримечательностей — окаменелость Darwinius masillae «Ида», примата эпохи эоцена.

## Галерея

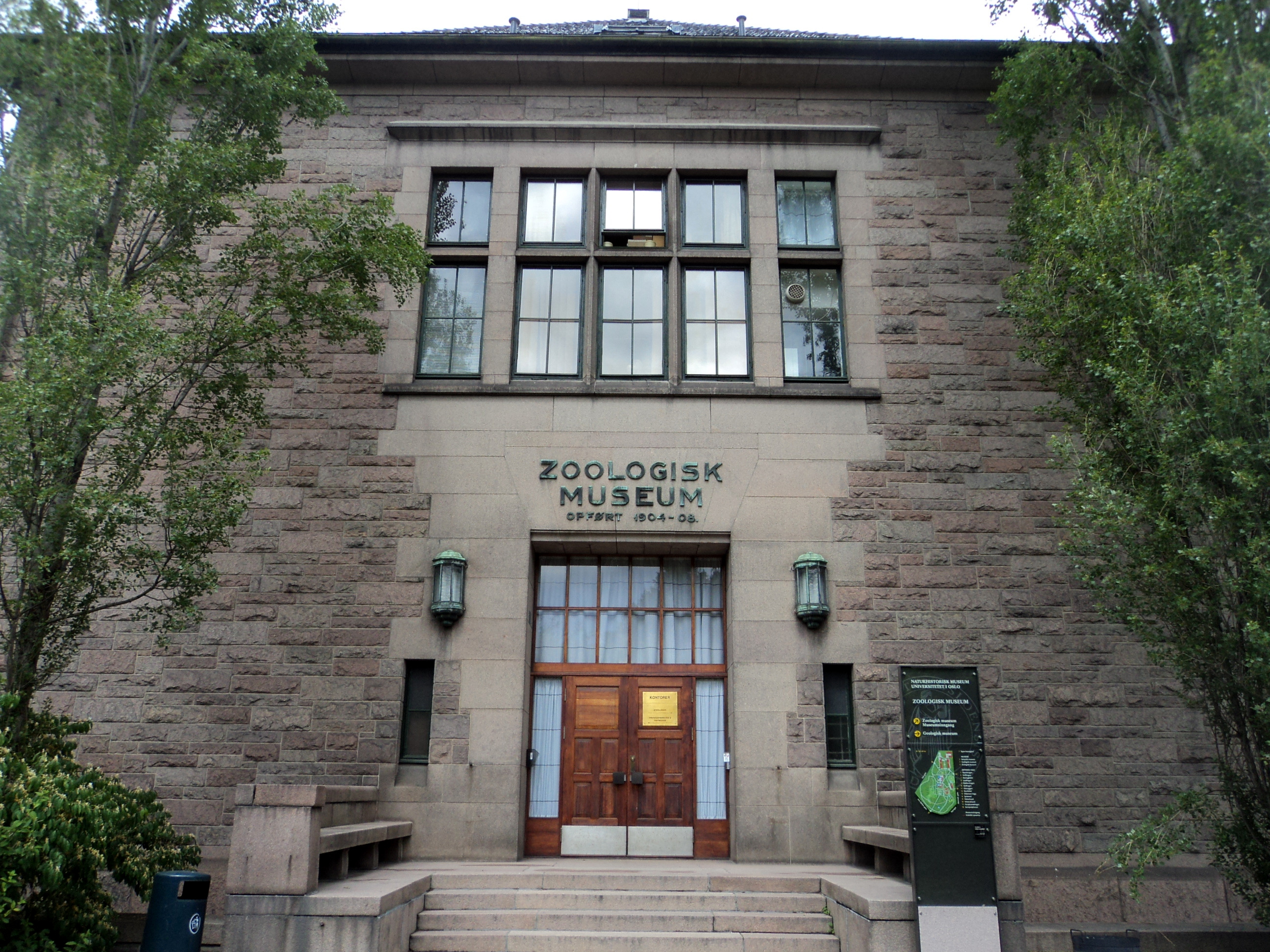
Офисный вход в Зоологический музей
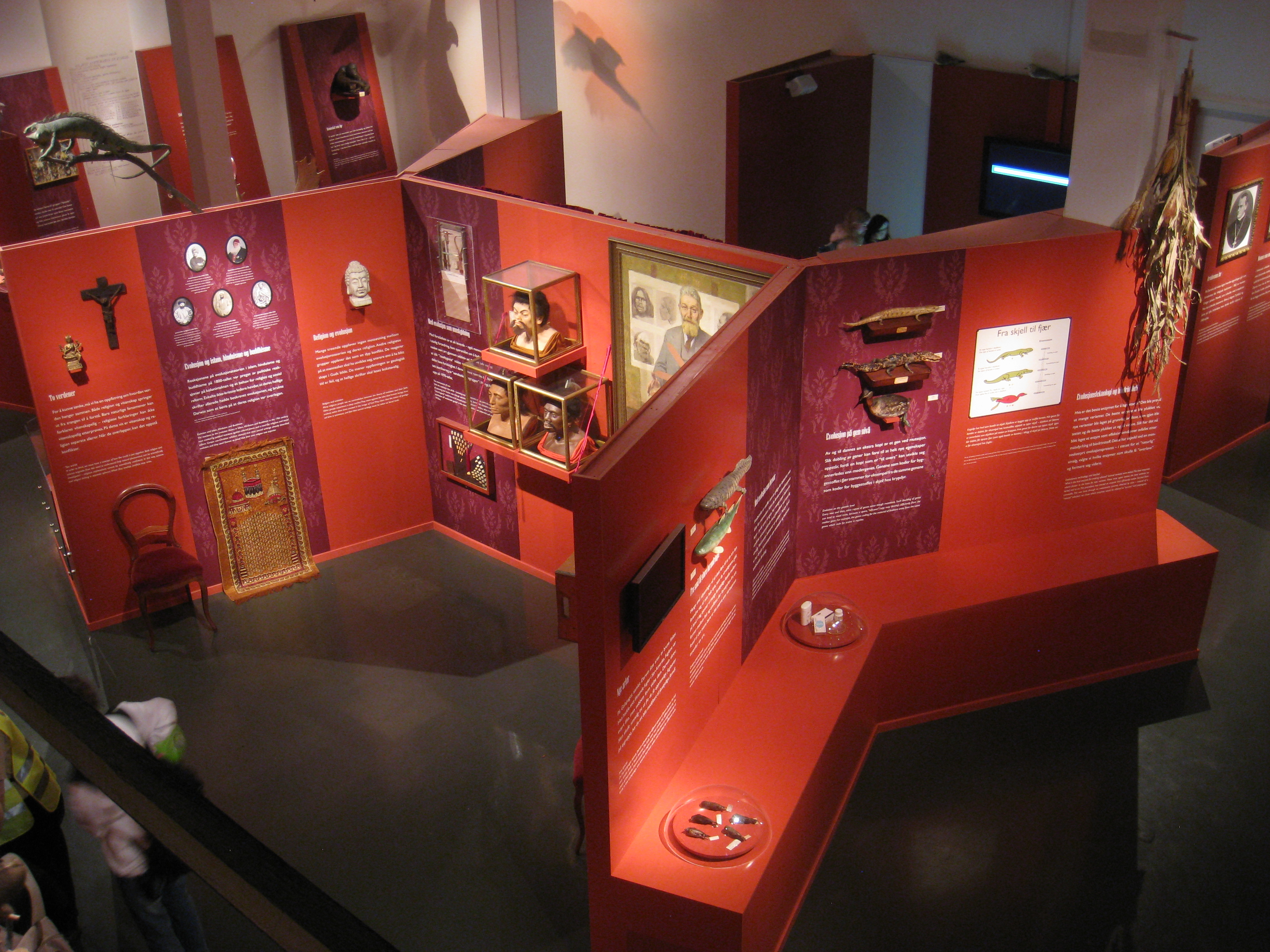
Экспозиция в Зоологическом музее
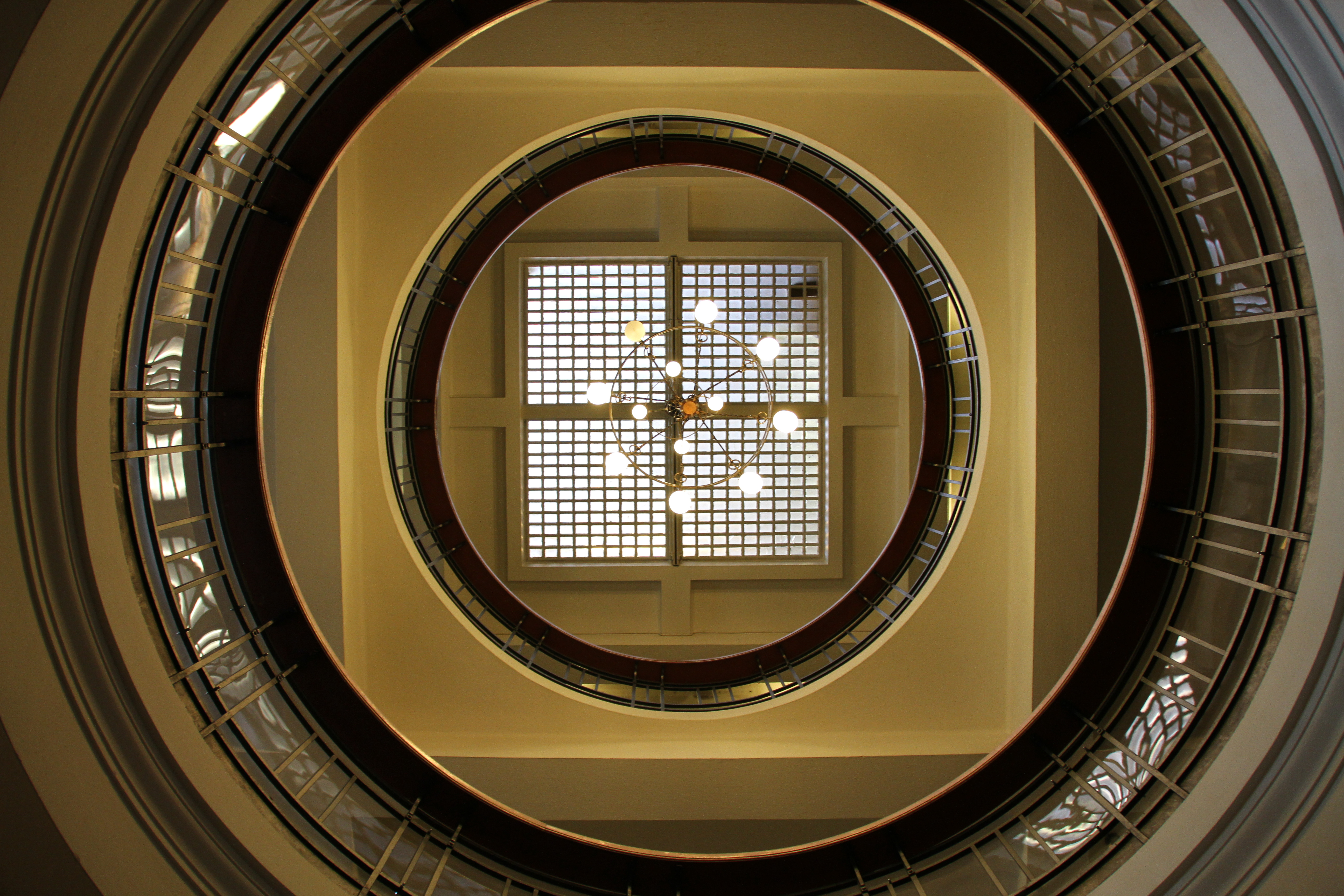
Потолок Геологического музея в Осло
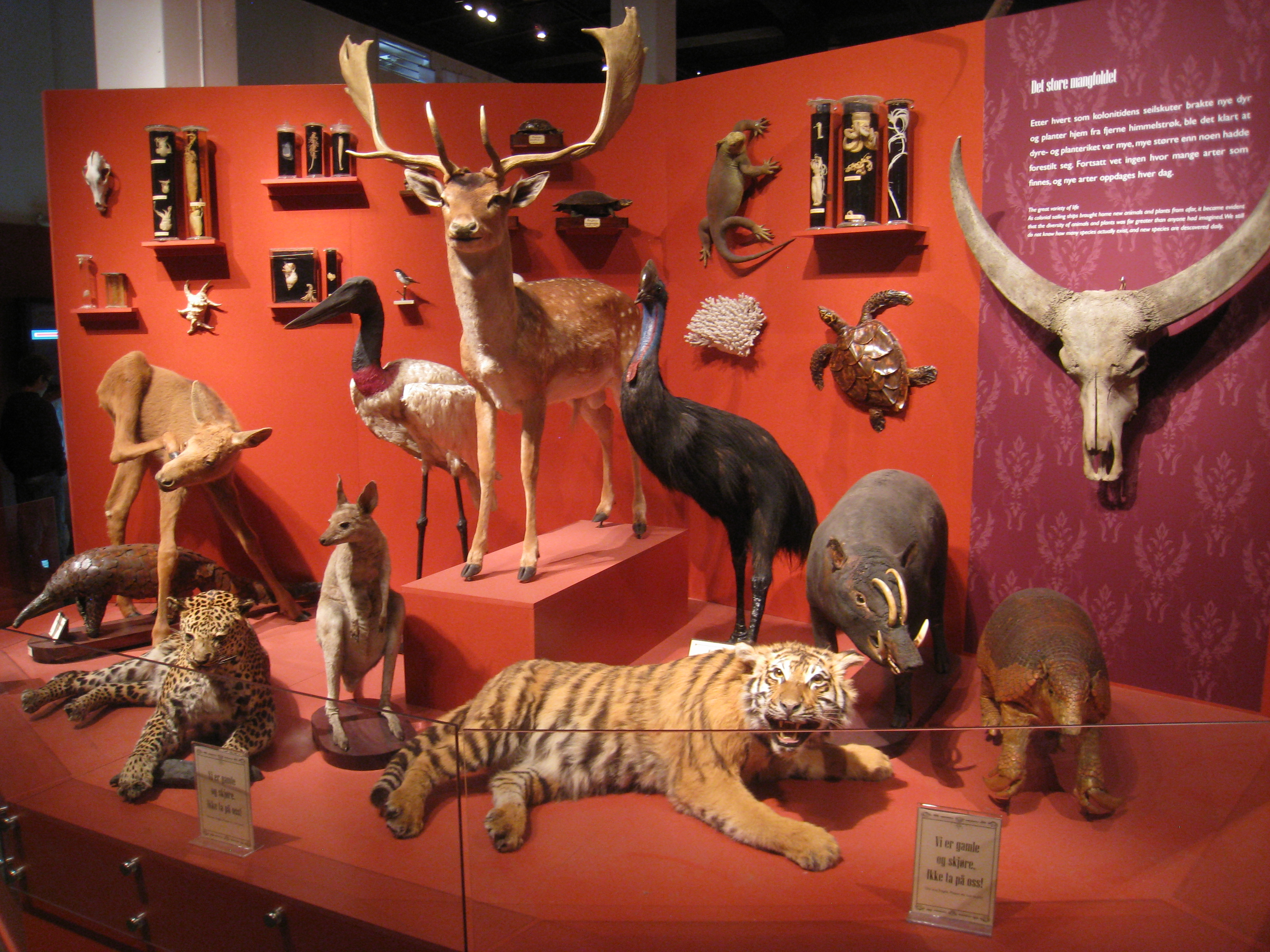
Экспозиция в Зоологическом музее
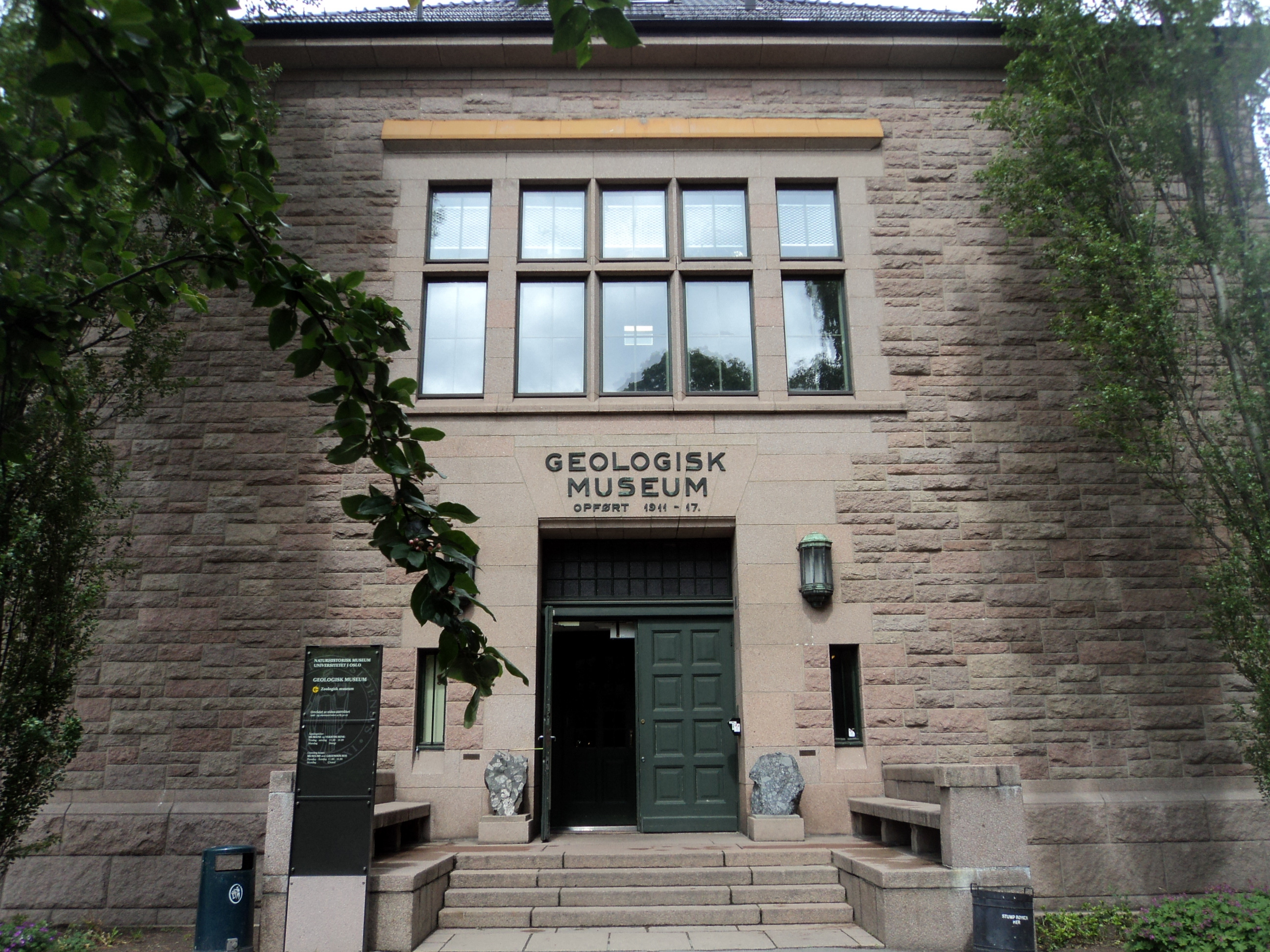
Вход в Геологический музей